# Mortain-Bocage
Mortain-Bocage ist eine französische Gemeinde mit 2.954 Einwohnern (Stand: 1. Januar 2022) im Département Manche in der Region Normandie. Sie gehört zum Arrondissement Avranches und zum Kanton Le Mortainais. Sie ist eine mit dem Regionalen Naturpark Normandie-Maine assoziierte Zugangsgemeinde, aufgrund der stattgefundenen Fusion gehören Teile der Gemeinde jedoch direkt zum Naturpark.

## Geographie
Mortain-Bocage liegt etwa 32 Kilometer ostsüdöstlich von Avranches am Cance. Umgeben wird Mortain-Bocage von den Nachbargemeinden Saint-Clément-Rancoudray im Norden, Barenton im Osten, Le Teilleul im Südosten, Ferrières und Saint-Symphorien-des-Monts im Süden, Lapenty im Südwesten, Milly im Westen, Romagny Fontenay im Westen und Nordwesten sowie Le Neufbourg im Nordwesten.

## Geschichte
Während des Zweiten Weltkriegs wurde im Rahmen der Operation Overlord (oder D-Day) um die Stadt Mortain eine erbitterte Schlacht geschlagen. In Großraum um die Stadt gelang der deutschen Armee im Rahmen vom Unternehmen Lüttich in der Nacht vom 6. auf den 7. August 1944 der einzige Durchstoß gegen die Linie der Alliierten. Die 2. SS-Panzerdivision eroberte Mortain, was durch einen Angriff von Typhoon-Jagdbombern der Alliierten beantwortet wurde. Die Stadt sank in Schutt und Asche. Auf dem Hügel 314 nahe der Stadt leistete ein amerikanisches Bataillon tagelang Widerstand. Deutsche und alliierte Soldaten starben, aber auch zahlreiche französischen Zivilisten im "friendly fire", bis General Günther von Kluge gegen Hitlers Befehl zum Rückzug blies.  Noch heute erzählen große Schautafeln neben dem Tourismusbüro in Mortain von der Zerstörung und auch den zivilen Opfern.
Zum 1. Januar 2016 wurde Mortain-Bocage aus den Gemeinden Bion, Mortain, Notre-Dame-du-Touchet, Saint-Jean-du-Corail und Villechien gebildet.

## Gliederung
| Ortsteil                  | ehemaliger INSEE-Code | Fläche (km²) | Einwohnerzahl (2016) |
| ------------------------- | --------------------- | ------------ | -------------------- |
| Bion                      | 50056                 | 12,67        | 0375                 |
| Mortain (Verwaltungssitz) | 50359                 | 07,44        | 1536                 |
| Notre-Dame-du-Touchet0    | 50381                 | 17,65        | 0630                 |
| Saint-Jean-du-Corail      | 50494                 | 14,04        | 0239                 |
| Villechien                | 50638                 | 10,83        | 0175                 |

## Sport
Im Jahr 2025 führte die Tour de France auf der 6. Etappe durch die Gemeinde Mortain-Bocage. Auf der D487E wurde mit der Côte de Mortain Cote 314 (310 m) eine Bergwertung der 3. Kategorie abgenommen. Insgesamt wies der Anstieg auf einer Länge von 1600 Metern eine durchschnittliche Steigung von 9,5 % auf. Die Bergwertung sicherte sich der Ire Eddie Dunbar.

## Sehenswürdigkeiten
- sog. Weißes Kloster, 1120 gegründet
- Kirche Saint-Evroult in Mortain
- Kirche Saint-Pierre in Bion aus dem 20. Jahrhundert
- Kirche von Notre-Dame-du-Touchet.
- Kirche Saint-Jean-Baptiste aus dem 18. Jahrhundert
- Saint-Hilaire aus dem 19. Jahrhundert
- Kapelle Saint-Michel in Montjoie
- Kapelle von Bourberouge
- Kapelle von La Bizardière
- früheres Schloss von Touchet, in der Revolutionszeit zerstört
- Schloss Le Bois d'Husson
- Schloss Saint-Jean
- Schloss von Bourberoug, um 1838 erbaut
- Schloss Le Logis mit Kapelle

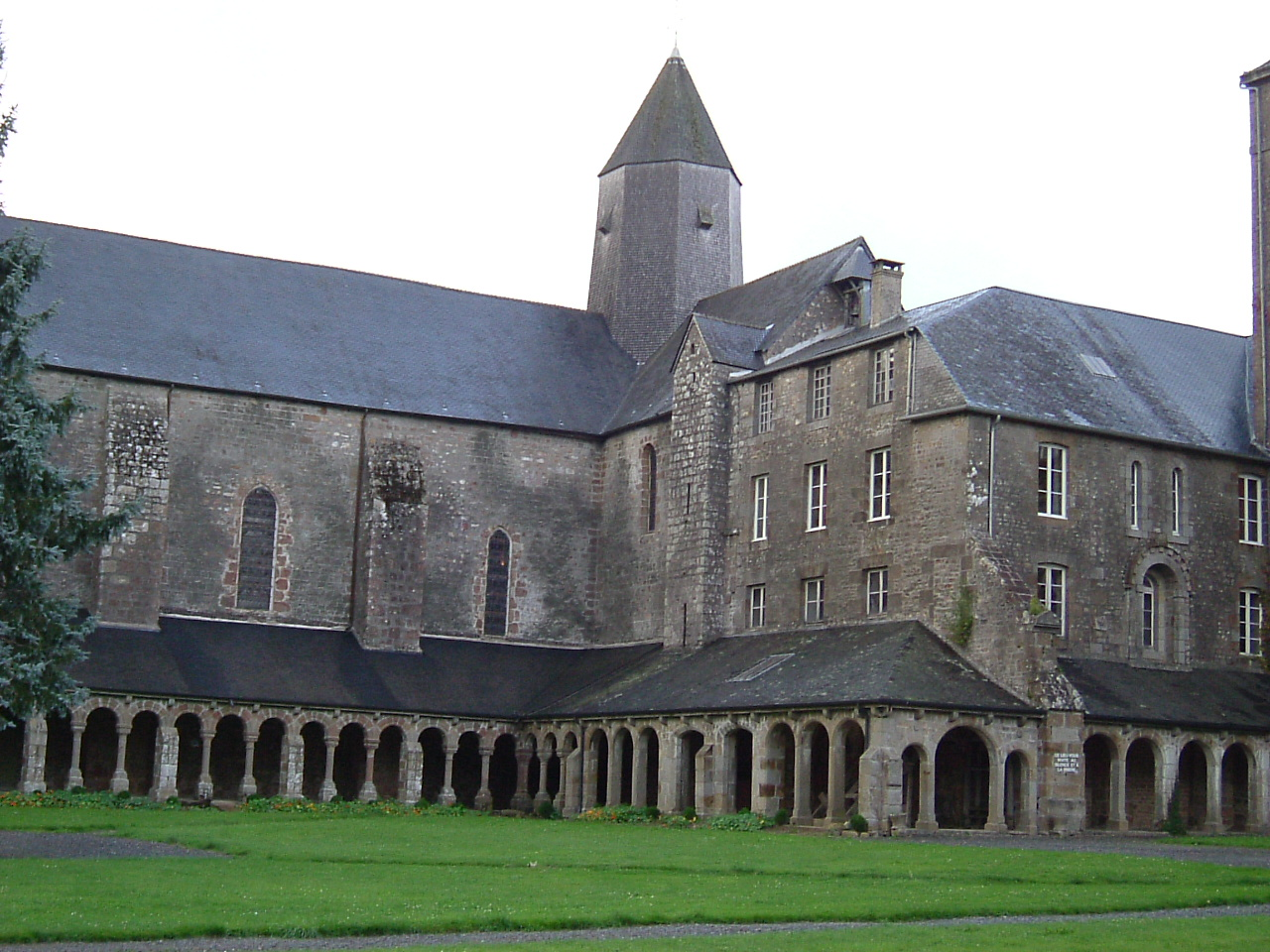
Weißes Kloster
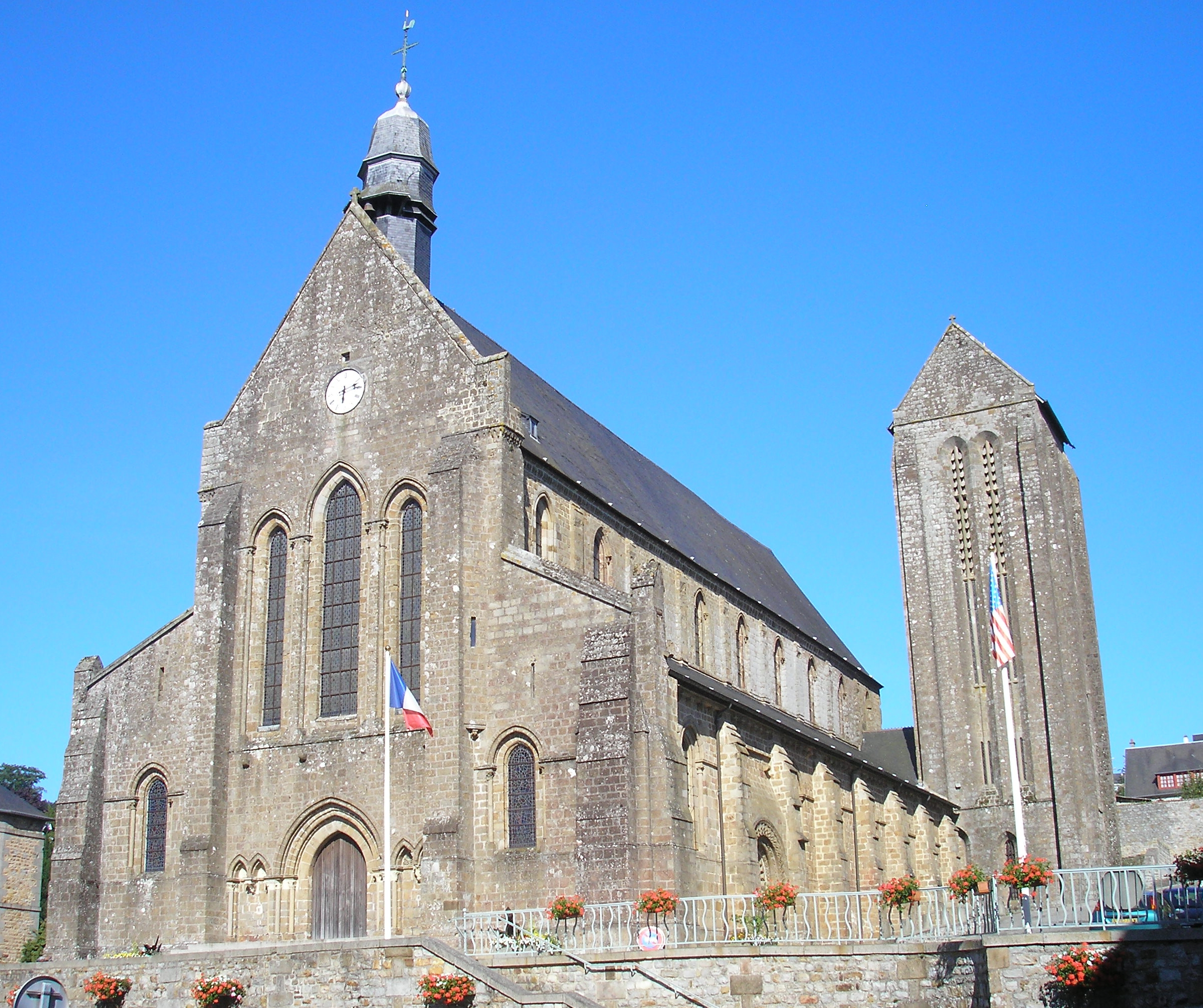
Stiftskirche Saint-Evroult
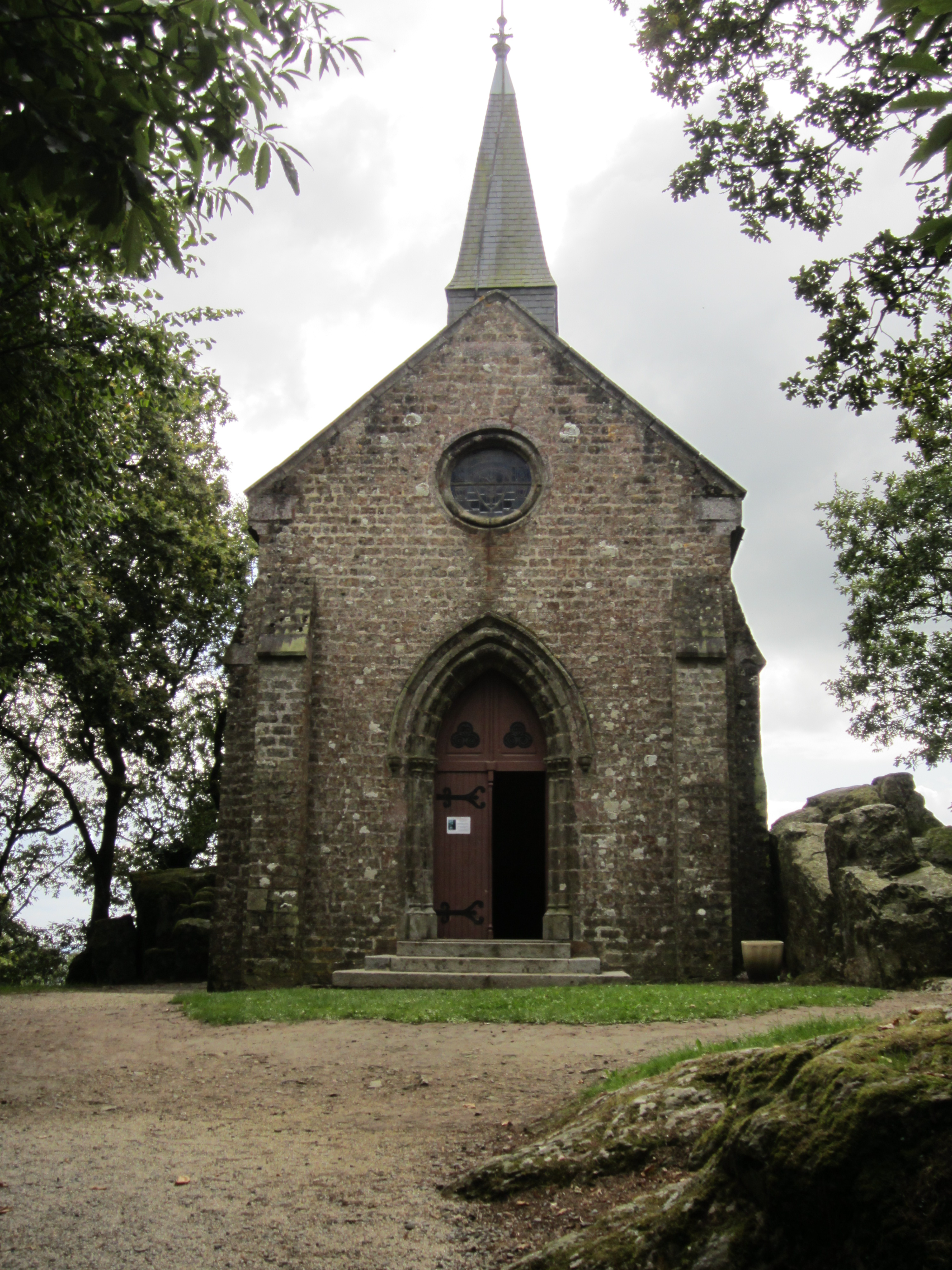
Kapelle Saint-Michel
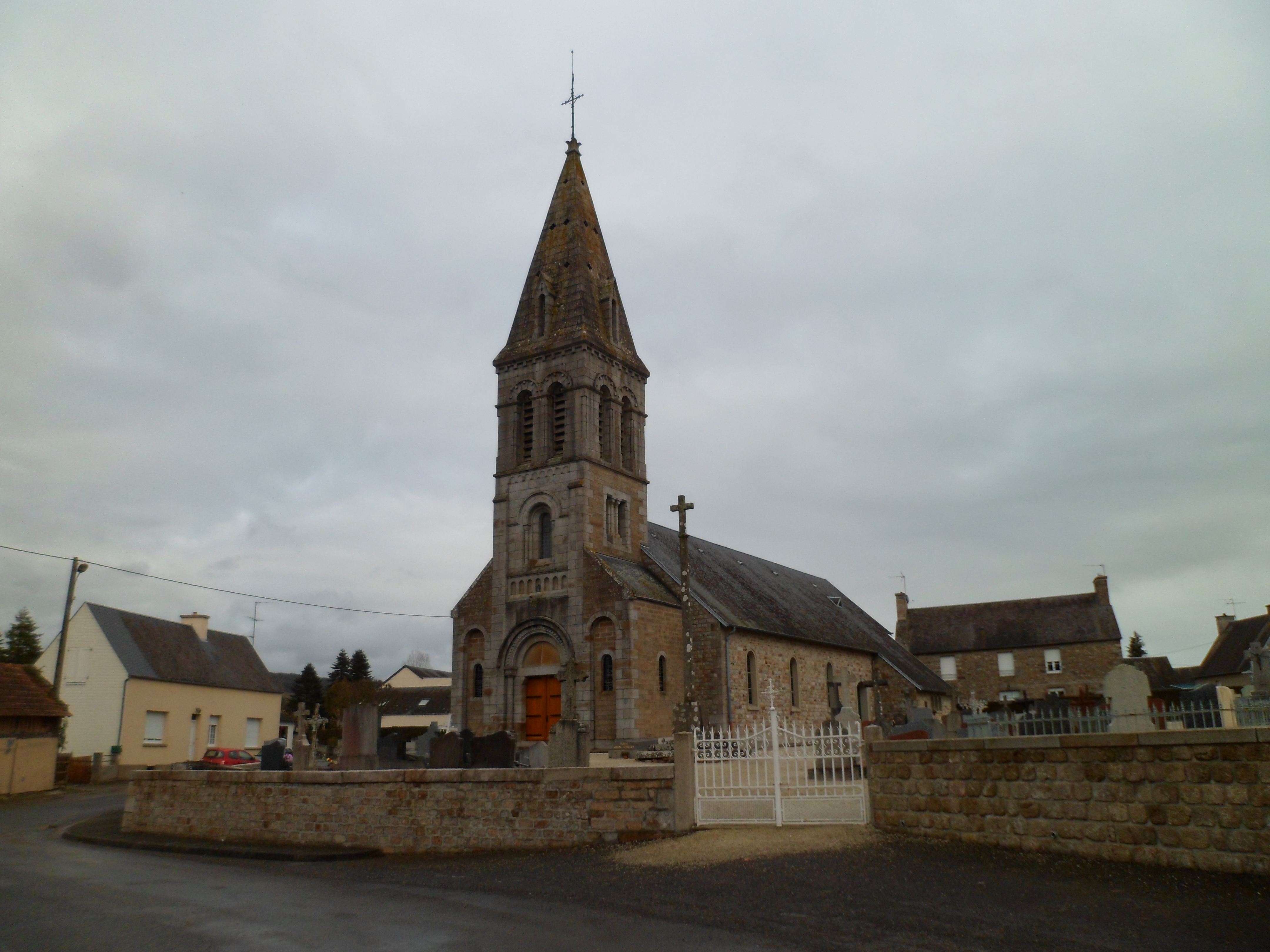
Kirche Saint-Pierre
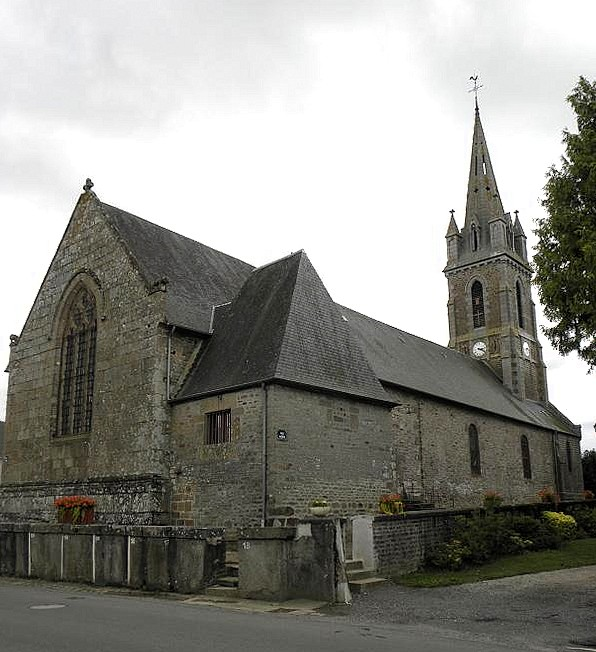
Kirche Notre-Dame-du-Touchet
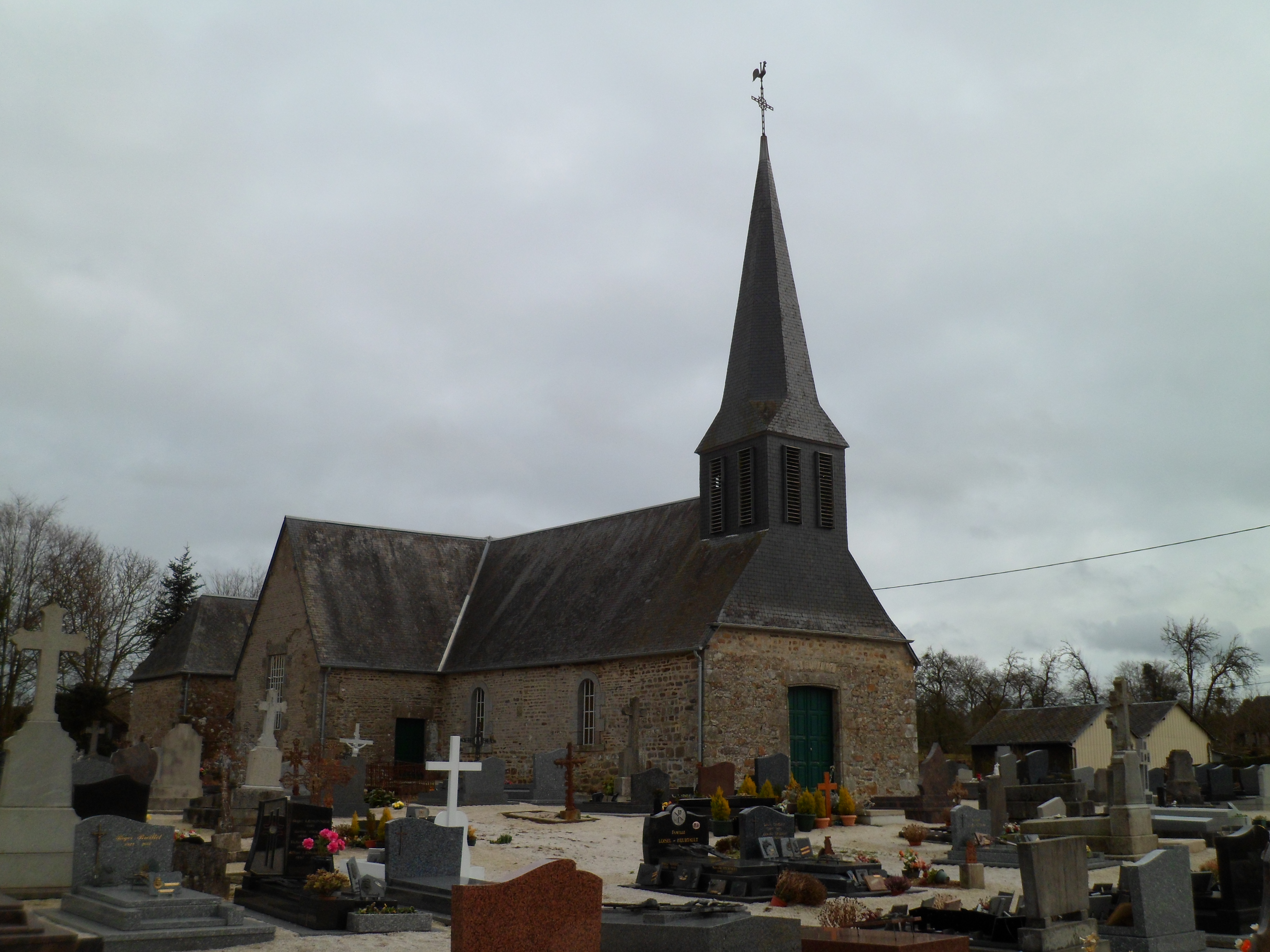
Kirche Saint-Jean-Baptiste
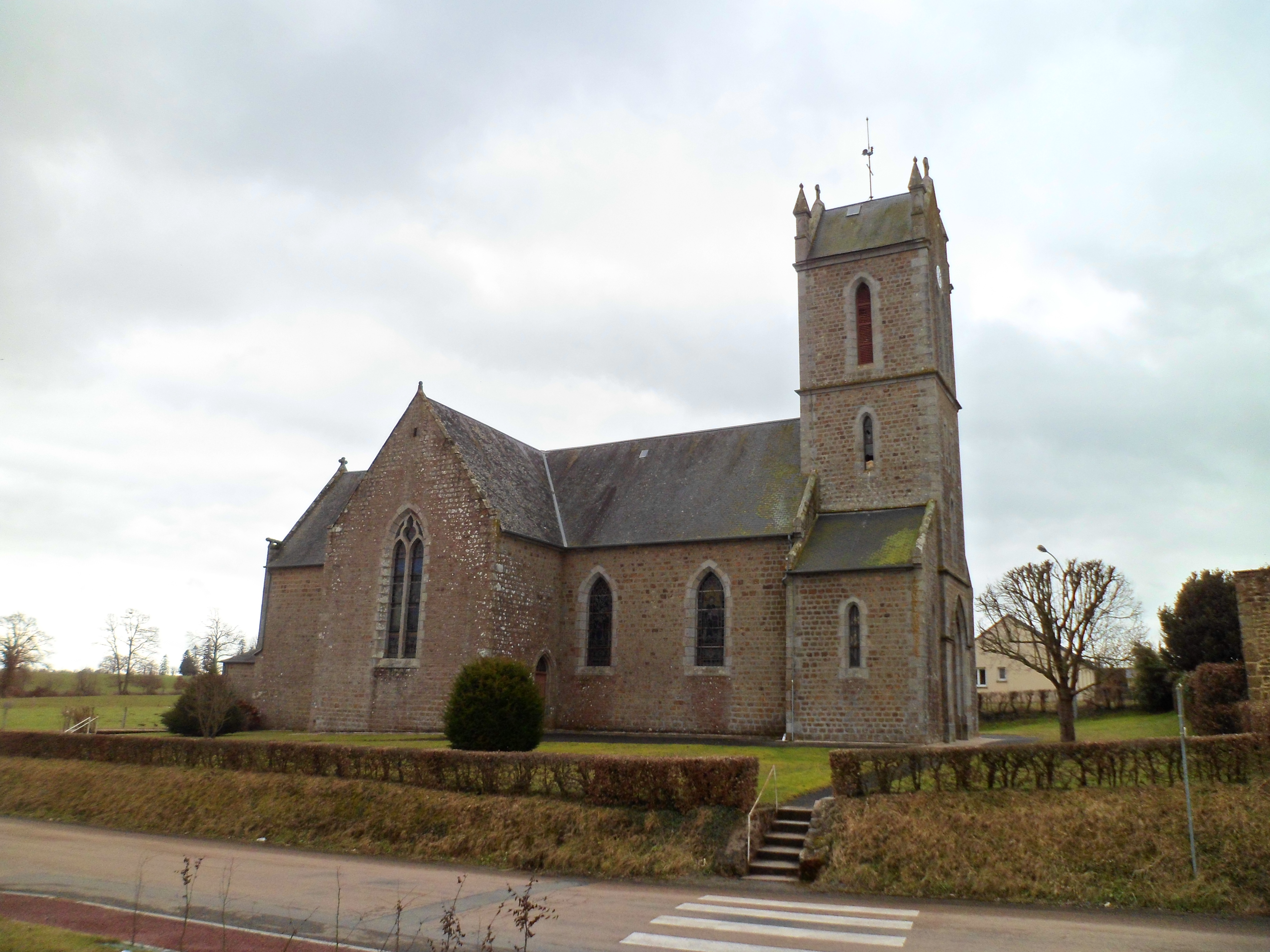
Kirche Saint-Hilaire
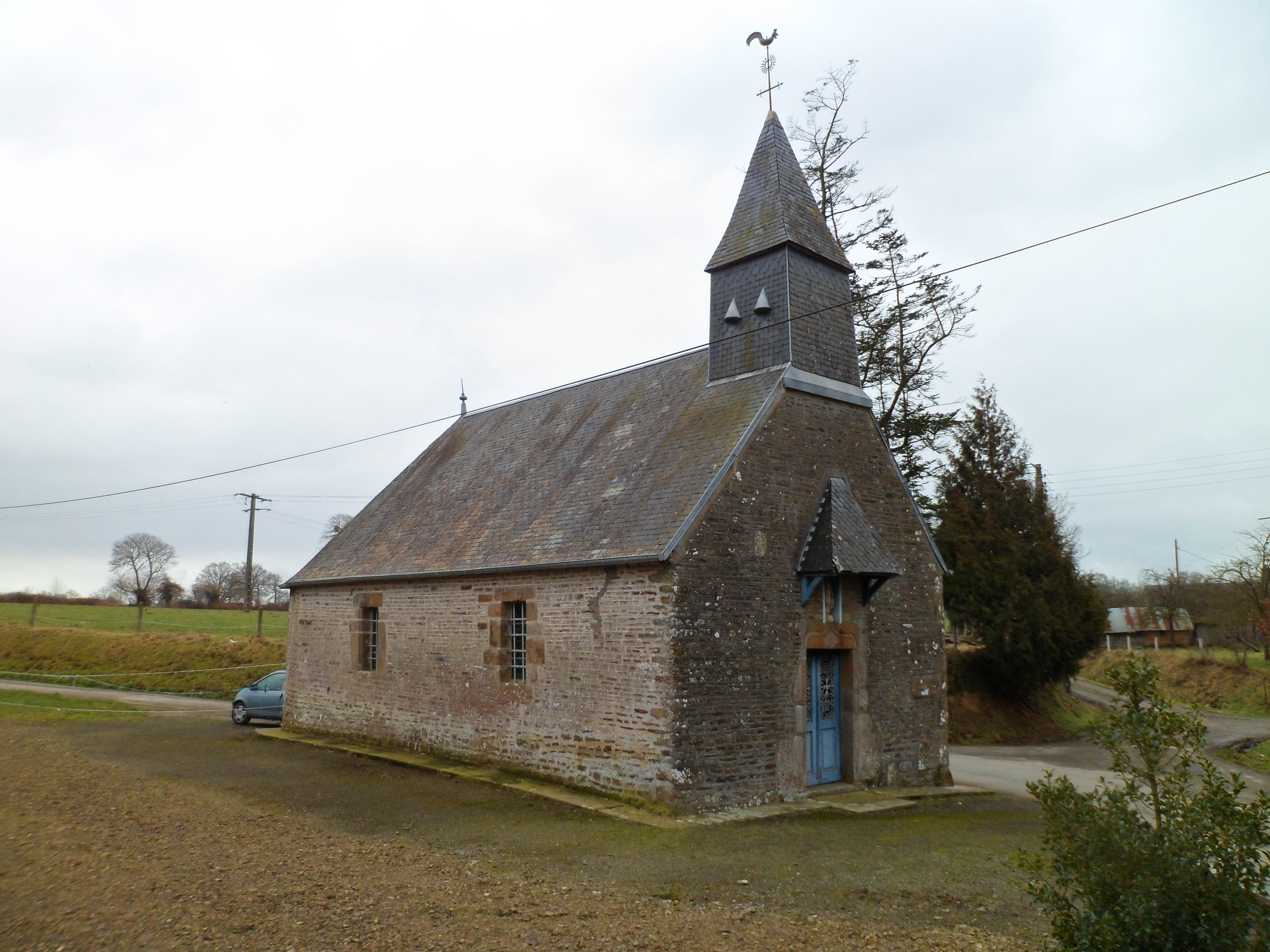
Kapelle von La Bizardière.